# رؤية نفقية
رؤية نفقية أو رؤية ممرية (بالإنجليزية: Tunnel vision)‏ هي فقدان الرؤية المحيطية مع الاحتفاظ بالرؤية المركزية، مما يؤدي إلى رؤيةٍ دائرية ضيقة نفقية ضمن المجال البصري.